# Input Method Editor
Input Method Editor (IME, ang. edytor metody wprowadzania znaków) – program lub komponent systemu operacyjnego, który pozwala użytkownikowi wprowadzić skomplikowane znaki i symbole (takie jak chińskie, japońskie, koreańskie itp.) za pomocą standardowej klawiatury.